# Coddia rudis
Coddia rudis ist die einzige Art der Pflanzengattung Coddia innerhalb der Familie der Rötegewächse (Rubiaceae). Es ist ein Florenelement der Capensis. Sie wird als Zierpflanze verwendet. Trivialnamen sind in englischer Sprache Small Bone-apple und in Afrikaans Kleinbeenappel; selten wird sie im deutschen Sprachraum Knochenapfel genannt. Der Gattungsname Coddia ehrt Leslie Edward Wostall Codd (1908–1999), einen südafrikanischen Botaniker.

## Beschreibung

### Erscheinungsbild und Blatt
Coddia rudis wächst als unbewehrter, fast immergrüner, gut verzweigter Strauch mit Wuchshöhen von 1 bis 2,5 m oder als kleiner Baum mit Wuchshöhen von bis zu 4 Meter, doch meist sind mehrere Stämme vorhanden. Die sich meist überwölbenden Zweige besitzen eine anfangs flaumig grau behaarte Rinde.
Die gegenständig an den Zweigen und an Kurztrieben konzentriert angeordneten Laubblätter sind undeutlich in Blattstiel und Blattspreite gegliedert. Der eigentliche Blattstiel ist nur kurz und mit der verschmälerten Spreitenbasis höchstens 1 cm lang; er ist bewimpert. Die dünne, einfache Blattspreite ist bei einer Länge von 0,8 bis 5,5 cm und einer Breite von 0,3 bis 3,3 cm elliptisch bis fast kreisförmig, meist mit stumpfem bis etwas zugespitztem oberen Ende und keilförmiger Spreitenbasis, die sich in den Blattstiel verengt. Beide Blattflächen können mehr oder weniger dicht borstig flaumig behaart sein oder auf der Blattoberseite ist der Mittelnerv flaumig behaart und es sind auf der Blattunterseite haarige Domatien vorhanden. Von den 1 bis 2 mm langen, flaumig behaarten Nebenblättern verbleiben haltbare basale Stücke knotenartig an den Kurztrieben.

### Blüte, Frucht und Samen
Die Blütezeit liegt in Südafrika im Frühling. Die Blüten stehen zu mehreren in den Blattachseln. Die 1 bis 2 mm langen Blütenstiele verlängern sich manchmal bis zur Fruchtreife auf eine Länge von 4 bis 5 mm.
Die zwittrigen Blüten sind fünfzählig mit doppelter Blütenhülle. Die fünf haltbaren, flaumig behaarten bis kahlen Kelchblätter sind zu einem 1 bis 2 mm langen Kelch verwachsen. Die Kelchröhre ist 1 bis 1,5 mm lang und die Kelchzähne sind 0,5 bis 1,5 (bis 2,5) mm lang. Die fünf anfangs weißen bis cremefarbenen, sich später dunkelgelb färbenden Kronblätter sind zu einer 5 bis 7 mm langen Kronröhre verwachsen und die Kronlappen weisen eine Länge von (3 bis) 4 bis 6 mm sowie eine Breite von 1,7 bis 2,5 (bis 5,5) mm auf. Die Spitzen der Staubbeutel überragen die Krone höchstens um 2 mm.
Die bei einer Länge und einem Durchmesser von 5 bis 7 mm ellipsoide bis fast kugelige Frucht ist grünlich-braun und kahl oder mehr oder weniger dicht borstig bis fein behaart; sie ist von haltbaren Kelchzähnen gekrönt. Die hell kokosnuss-farbenen Samen weisen eine Größe von etwa 2,5 × 1,8 × 0,7 mm auf.

## Vorkommen
Coddia rudis ist im südlichen Afrika verbreitet. Sie kommt in Mosambik, Simbabwe, Eswatini und in den südafrikanischen Provinzen Ostkap, KwaZulu-Natal sowie Mpumalanga vor.
In Simbabwe gedeiht Coddia rudis in Galeriewäldern und Waldland, das Brachystegia-Arten enthält, in Höhenlagen zwischen 0 und 1290 Meter. In Südafrika gedeiht sie im Bushveld und an Waldrändern.

## Nutzung und Ökologie
Coddia rudis wird als Ziergehölz in Parks und Gärten verwendet.
Die in Südafrika von Januar bis Juni reifenden Früchte werden vom Menschen gegessen und von Vögeln gefressen.
Die Laubblätter werden von Wildtieren und Vieh abgeweidet.

## Systematik
Coddia rudis ist die einzige Art der Gattung Coddia, die zur Unterfamilie Ixoroideae innerhalb der Familie Rubiaceae gehört.
Die Erstbeschreibung dieser Art erfolgte unter dem Namen Randia rudis durch Ernst Heinrich Friedrich Meyer und wurde in William Henry Harvey: Thesaurus Capensis, 1, 1859, S. 22–23 veröffentlicht. Bernard Verdcourt stellte 1981 mit dieser Art unter dem Namen Coddia rudis die monotypische Gattung Coddia in Notes on African Rubiaceae, In: Kew Bulletin, Volume 36, S. 509 auf. Weitere Synonyme für Coddia rudis (E.Mey. ex Harv.) Verdc. sind: Lachnosiphonium rude (E.Mey. ex Harv.) Ridl., Lachnosiphonium rude var. parvifolium (Harv.) Yamam., Randia parvifolia Harv., Xeromphis rudis Codd, Xeromphis rudis (E.Mey. ex Harv.) Codd.